# Glass Onion
Glass Onion (Lennon/McCartney) är en låt av The Beatles från 1968.

## Låten och inspelningen
En suggestiv och stämningsfylld låt (inspelad 11-13 september samt 10 oktober 1968) där gruppen även fick hjälp av ett antal violinister, violaspelare och cellister. Texten är intressant därför att den är en slags hälsning till gruppens fans där självreferenserna duggar tätt och flera av gruppens låtar eller figurer i dem nämns. Låten kom med på LP:n The Beatles, som utgavs i England och USA 22 november respektive 25 november 1968.